# 晴れた日に永遠が見える (宝塚歌劇)
ブロードウェイ・ミュージカル『晴れた日に永遠が見える』は、1996年の宝塚歌劇団のミュージカル作品。
初演は、雪組 宝塚バウホール公演。1996年11月2日～12日。他の公演、1997年5月31日～6月10日に、東京・日本青年館大ホール。
1997年6月13日～15日に、名古屋・愛知厚生年金会館。
原作は、『晴れた日に永遠が見える』（On a Clear Day You Can See Forever）。1965年に初公演された同名ミュージカル（舞台）。

## あらすじ
1965年に初公演されたブロードウェイ・ミュージカル『晴れた日に永遠が見える』（On a Clear Day You Can See Forever）の宝塚公演。
原作は、1965年・マイ・フェア・レディの作者アラン・ジェイ・ラーナー。
ACT 1
デイジー・ギャンブル（花總まり）は、なかば無理にさそわれ、連れていかれた興味のない大学（ストイフェサント精神医学クリニック教室）の授業を見学。他の生徒にかけられている催眠術にかかってしまう。マーク・ブルックナー（高嶺ふぶき）により、催眠は、無事とかれるのだが、、
婚約者（ウォーレン）の仕事のこともあり、たばこを吸いすぎることに、悩んでいる彼女は、マークに、催眠術で、禁煙できるか相談する。
そんな話をしている時に、突然、デイジーが、マークの探している電話番号の紙が、辞書にはさんであることを語る。そのことに、おどろいたマークは、彼女の特殊能力に気づき、他の能力がないかたずねる。
彼女は、言い渋るが、花をはやく育てられることを打ち明ける。
マークは、「花に話しかけないか？」と、デイジーに問いかける。彼女は、この能力を、変なことだと言うが、マークは、特別変なことではないと言う、、
マークは、禁煙を約束するかわりに、
花との会話をはじめたいきさつをさぐらせてもらえないかと提案する。デイジーは、了承し、催眠状態にはいると別人格「メリンダ」があらわれる。メリンダは、別人格というよりも彼女の前世のようである。
メリンダは、彼女の生涯を、マークに語る。一方、デイジーは、個性のないことやエスパー能力にも、悩んでいる、、マークは、メリンダに深く興味を持つ、、
ACT 2
マークの論文は、認めてもらえないばかりか、大さわぎに、、
デイジーは、マークとメリンダ・ウェルスとの会話を録音したテープを偶然聞いてしまう。そんなことから、彼女は、マークは、自分には、興味がないのだと思う、、
デイジーは、マークの説得にも応じず、彼を拒絶する。
旅立ちを決意するデイジーに、あることが起こり、、
そんな彼女と彼の不思議な恋物語である。

## 主な楽曲
- 晴れた日に永遠が見える（On A Clear Day）

## 主な配役
主な配役・出演者
- 専科：ミセス・ハッチ 京三紗

宝塚歌劇団雪組
- ヒューバード・インスデール卿 亜美じゅん
- サムエル・ウェルス

コンラッド 泉つかさ
- マーク・ブルックナー 高嶺ふぶき
- 春乃若葉
- 事務弁護士 矢吹翔
- 森央かずみ
- エドワード・モンクリーフ 和央ようか
- ウォレン・スミス 楓沙樹
- 寿つかさ
- 翠花果
- 天希かおり
- 麻世さくら
- デイジー・ギャンブル（メリンダ） 花總まり
- 有沙美帆
- プレストン 夢輝のあ
- 花吹まい
- 愛耀子
- 貴咲美里
- 貴瀬ゆう
- 愛希朱里
- 春あゆか
- ヒューバード・インスデール 初嶺まよ
- 珠希かほ
- 南帆香凛
- 波輝晶
- 花純風香
- 光海晶帆

役替わり（公演）
- 飛鳥裕
- 多彩しゅん
- 毬丘智美
- 汐美真帆
- 愛田芽久
- ゆり香紫保

## （ステージ）・スタッフ
- 原作（脚本・作詞）ブロードウェイ版制作：アラン・ジェイ・ラーナー
- オリジナル音楽：バートン・レイン
- 潤色・演出 ：村上信夫
- 翻訳：伊藤美代子
- 音楽監督：高橋城
- 振付：ケンジ中尾
- 装置：関谷敏昭
- 衣装：任田幾英
- 照明：佐藤壽晃
- C.G.デザイン：伊藤薫
- 演出助手：木村信司
- 振付助手：若央りさ
- 装置補：広森守
- 制作：橋本雅夫
- 衣装補：田口美香
- 舞台進行：山崎芳雄
- 録音演奏：宝塚ニューサウンズ
- 制作協力：オフィス・ケイ
- 制作：古澤真
- 制作・著作：宝塚歌劇団
- 製作・主催：宝塚クリエイティブアーツ

インターナショナル・ミュージカルスのライセンスにより、上演。

## 関連
- ビデオ 晴れた日に永遠が見える[1]TCAV-41B
- 晴れた日に永遠が見える 雪組 東京・名古屋公演プログラム[2]
- 歌劇 1997年6月号（記事）
  - 雪組東京・名古屋特別公演『晴れた日に永遠が見える』